# Compagno (politica)

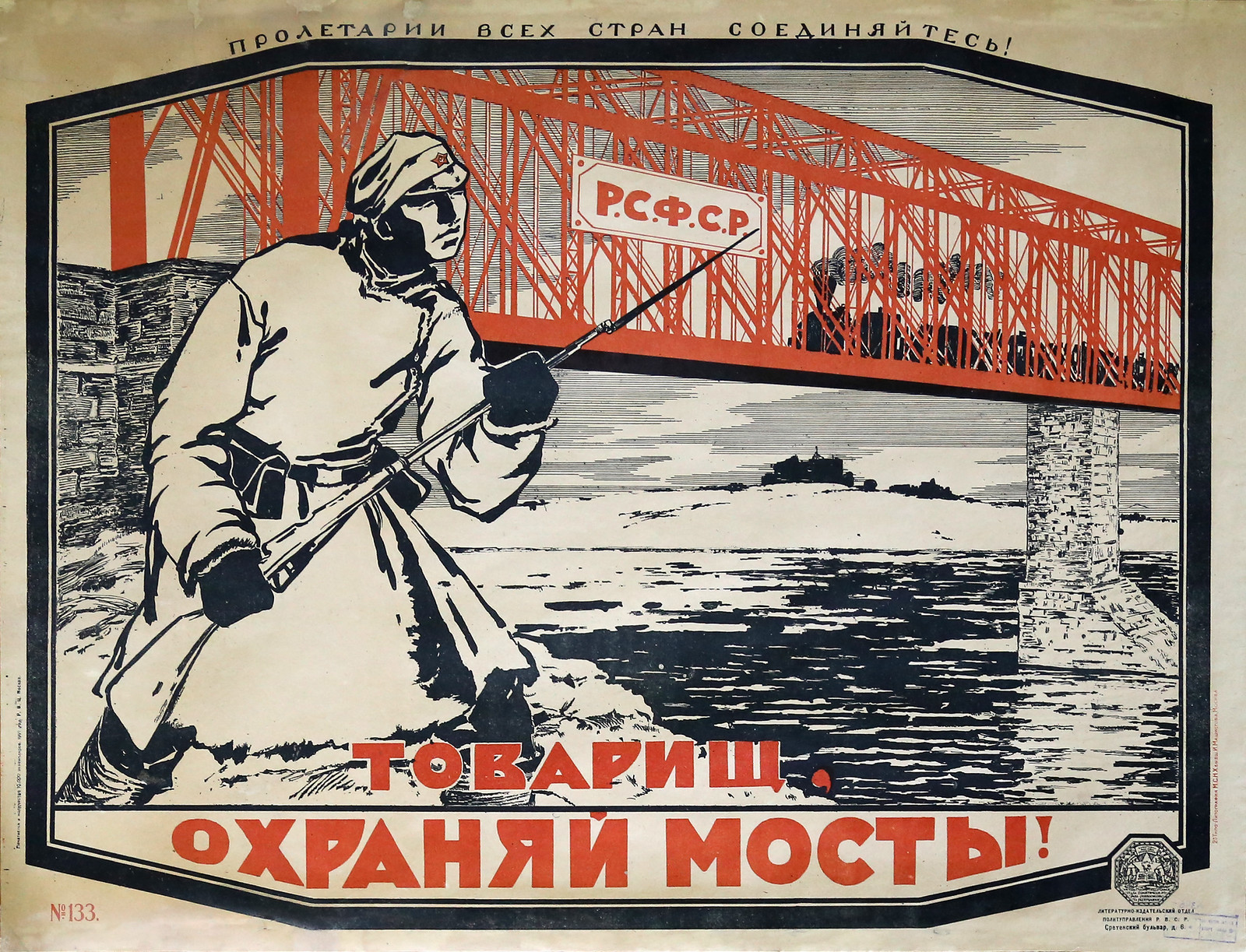
Manifesto di Vasily Spasskiy: Товарищ, охраняй мосты! (trad. "Compagno, sorveglia i ponti!")

Il termine compagno (in inglese comrade, in russo товарищ?, tovarišč) è un appellativo utilizzato in politica per indicare un individuo che cerca la propria realizzazione attraverso un progetto comune di tipo solidale e collettivistico. Il termine compagno è da sempre usato tra i militanti socialisti e anarchici e, dopo la fondazione del partito, da quelli comunisti.

## Storia
Fin dall'Ottocento tra coloro che si sono organizzati per opporsi al capitalismo, e successivamente fra i militanti di partiti, organizzazioni e movimenti di ispirazione marxista si è diffusa l'abitudine a chiamarsi "compagni".
Nella cultura socialista, comunista, anarchica e in generale di sinistra (in Italia anche nell'ambito del Radicalismo, ovvero la sinistra liberale e laica) il compagno è un soggetto, un individuo come gli altri, ma un individuo che cerca di superare la propria individualità e cerca la propria realizzazione attraverso un progetto comune di tipo solidale e collettivistico.
Il filosofo Jean-Paul Sartre ha parlato nel 1960 del cosiddetto gruppo-in-fusione che mira ad una finalità-progetto. Per Sartre, si è compagni solo se si ha un progetto comune da compiere insieme.
Secondo il giornalista e scrittore Vittorio Messori, l'abitudine di chiamarsi compagno risale ai gesuiti di Ignazio di Loyola.
Etimologicamente il termine "compagno" rimanda al mangiare insieme, dal latino medievale companio. "Compagno" significa cum-panis, quindi colui con cui si spezza insieme il pane (calco del greco σύντροφος, "cresciuto con", "convivente con", "che collabora", dal verbo συντρέφω, "crescere insieme", "essere educato", "essere composto da") con una chiara analogia quindi alla ritualità cristiana e all'eucaristia.
Nelle opposte ideologie fasciste è presente un termine analogo, cioè camerata, anche se nella lingua spagnola, talvolta, compañero e camarada vengono usati come sinonimi dai militanti di sinistra. Ad esempio durante il periodo del dominio del comunismo stalinista in Unione Sovietica si usava rivolgersi al capo della nazione con l'appellativo di "Compagno Stalin" (Товарищ Сталин).
Nella lettera a Marìa Rosario Guevara, Ernesto Che Guevara così definisce il termine "Compagno": "[...] se lei è capace di tremare di indignazione ogni volta che viene commessa un'ingiustizia nel mondo, allora siamo compagni, [...]"